# Thészeusz hajója

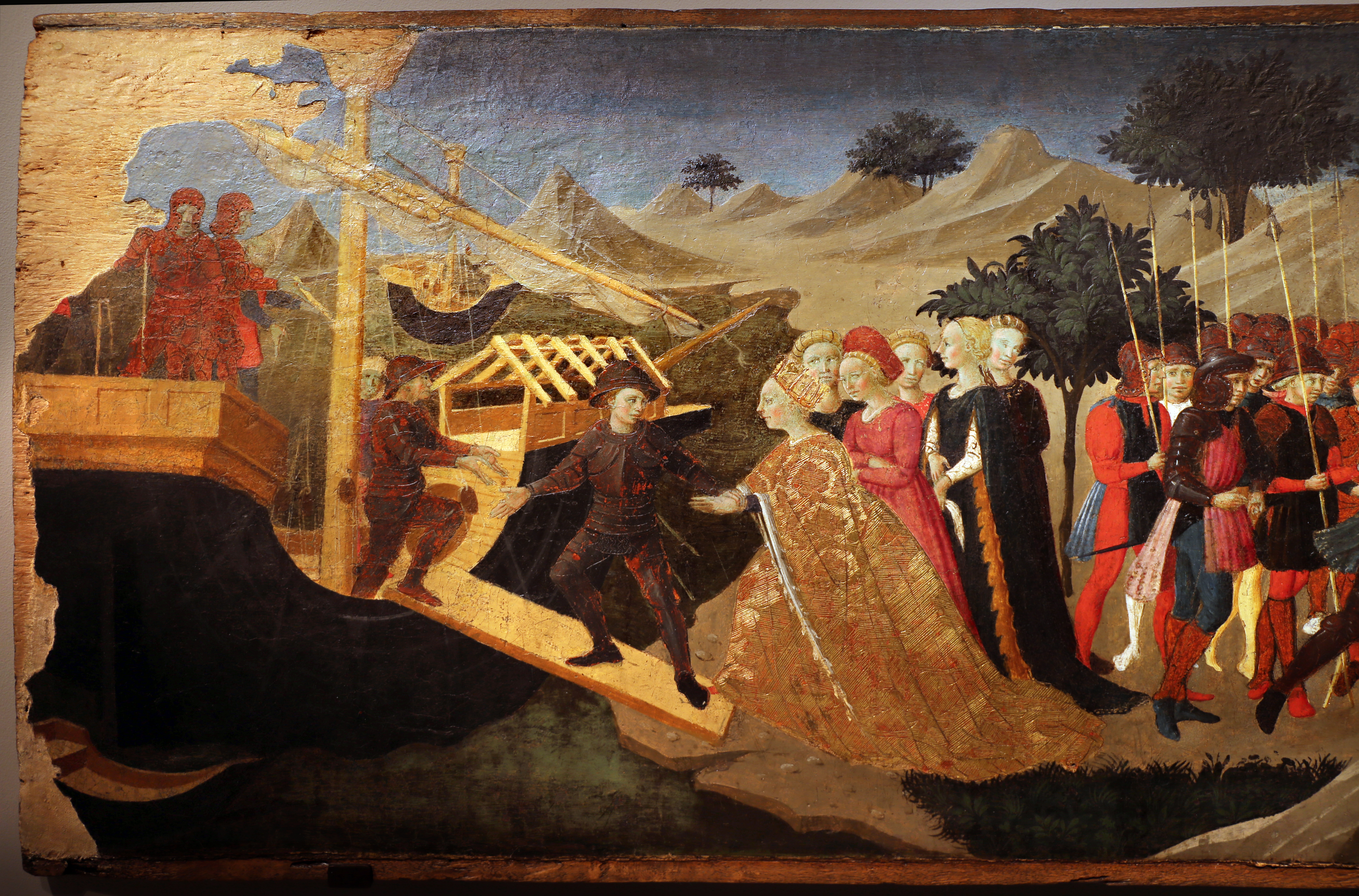
„Thészeusz hajója” (15. századi itáliai festmény)

Thészeusz hajója (más néven Thészeusz-paradoxon, ritkábban „Thészeusz hajója-paradoxon”) egy olyan filozófiai kérdésfelvetés, amelyre több, önmagában helytálló, egymással egyenértékű, de egymásnak ellentmondó válasz is adható. Ezt a paradoxont elsőként az ókori görög filozófusok vetették fel a Thészeusz-monda egyik részletéből kiindulva. A kérdés az önazonosságot értelmezi: Vajon egy tárgy (későbbi filozófiai kiterjesztésekben ember vagy személyiség) elveszti-e vagy megőrzi saját identitását azután is, ha az őt alkotó elemek, részegységek nagy részét vagy akár egészét egymásután kicserélték.

## A klasszikus paradoxon
A kérdésfelvetés először Plutarkhosz megfogalmazásában maradt ránk:

„A hajó, amelyen Thészeusz és emberei elhajóztak és biztonságban vissza is tértek, egy harmincevezős gálya volt. Ezt az athéniek egészen Phaléróni Démétriosz idejéig megőrizték. Időről időre leszereltek róla régi palánkdarabokat, ezeket új, még nem használt darabokra cserélték ki. Így a filozófusok számára a hajó a továbbfejlődés vitatott kérdésének folyamatos megnyilvánulását képviselte, mivel közülük egyesek azt állították, hogy a hajó ugyanaz maradt, ami korábban volt, más részük azt mondta, többé már nem ugyanaz.”

– Plutarch: The Parallel Lives – Life of Theseus

A gondolatkísérlet által felvetett filozófiai probléma a filozófiai didaktikában elterjedten használt példázat. A modern ontológiában is gyakori elemzési és vitatéma. Belátható elméletet kínál arra, hogy egy tárgy mikor (meddig) tekinthető önazonosnak, és az idő múltával rajta bekövetkező változások ellenére mennyit őrizhet meg ebből az önazonosságból. Theodore „Ted” Sider (*kb. 1960) amerikai filozófus például azt az álláspontot képviseli, hogy a problémára „elegáns” megoldást kínál az ontológiai „négydimenzionalitás”. A négydimenziós koncepciót képviselő filozófusok azt a nézetet vallják, hogy a tárgyak nemcsak a háromdimenziós fizikai tér egyes részeit („szeleteit”) töltik ki, hanem ugyanilyen módon az időben is elfoglalnak szakaszokat („időszeleteket”).

## A kettős identitás problémája
Az első paradoxonból később levezettek egy további filozófiai problémát is, a kettős identitás (kettős önazonosság) kérdését:

„Thészeusz hajója egy öreg hajó, de még alkalmas tengeri utazásra. Egy napon Thészeusz elviszi azt a hajójavító műhelybe, felújítás céljából. A hajóácstól azt kívánja, hogy a hajótestből 1000 db palánkot (deszkát) cseréljen újakra. A műhelynek több dokkja is van.  A hajóács úgy véli, kár lenne kidobni a Thészeusz hajójáról leszedett régi palánkanyagot, ezért úgy dönt, hogy az „A” dokkban álló Thészeusz-hajót fokozatosan szétszedi, darabjait új darabokkal helyettesíti, közben az innen leszedett régi palánkokat átviszi a „B” dokkba, ahol ezekből – az eredetivel megegyező sorrendben és pozícióban – egy ugyanolyan új hajót épít össze. És ez így is történik.”

–  Rosenberg: Philosophieren – Ein Handbuch für Anfänger

Ekkor két hajó létezik. Az egyik az, amellyel Thészeusz kihajózik az „A” dokkból, amelynek 1000 szál deszkáját kicserélték. A másik hajó, amely a „B” dokkban áll, a hajóács tulajdona, amely teljes egészében az eredeti Thészeusz-hajó eredeti alkotórészeiből lett összeállítva. Melyik a „Thészeusz hajója”? A kérdésre négy, önmagában helytálló, de egymásnak ellentmondó (egymást kizáró) válasz adható:
1. „Thészeusz hajója” az „A” dokkból kifutó hajóval azonos.
2. „Thészeusz hajója” a „B” dokkban álló hajóval azonos.
3. Mindkét hajó azonos „Thészeusz hajójával”.
4. Egyik hajó sem azonos „Thészeusz hajójával”.